# Tekač
Tekač je športnik oz. atlet, ki se ukvarja s tekom.
Tekači uporabljajo različne metode treninga da si povečujejo vzdržljivost.
- neprekinjen tek
- šprint
- intervalni tek
- fartlek

Glede na dolžino tekaške proge oz. razdalje, ki jo tečejo, jih delimo na:
- tekače na kratke proge oz. šprinterje
- tekače na srednje proge
- tekače na dolge proge
- maratonce